# Mitsuru Fukikoshi
Mitsuru Fukikoshi (jap. 吹越 満 Fukikoshi Mitsuru; ur. 17 lutego 1965 w prefekturze Aomori) – japoński aktor telewizyjny i filmowy. 

## Życiorys
Jest żonaty z japońską aktorką Leona Hirota, mają jedno dziecko.

## Filmografia
- 1996 Gamera 2: Region Shūrai jako Obitsu
- 1998 SF: Episode One jako Heishiro Inukai
- 2001 Red Shadow: Akakage jako Hangetsu
- 2001 Stereo Future jako Ryou Kuroki
- 2002 Godzilla kontra Mechagodzilla III jako Spiker TV
- 2002 Misutā rūkī jako Yabe
- 2002 Samuraj – Zmierzch jako Michinojo Iinuma
- 2003 Jesień w Warszawie jako Dr Kakinuma
- 2004 Lady Joker jako Katsumi Ko
- 2005 Kaidan shin mimibukuro: Gekijō-ban - Yūrei manshon jako Mitsuru Yamato
- 2005 Yougisha muroi shinji jako Shinichi Shinoda
- 2005 Kita no Zeronen jako Keiichirō Hase
- 2006 Tegami jako Tadao Ogata
- 2006 Umizaru 2: Limit of Love jako Shin’ichi Ebihawa
- 2006 Shinsengumi!! Hijikata Toshizō saigo no ichi-nichi jako Keisuke Ōshia
- 2007 Nagai Nagai Satsujin jako Yusuke Sasaki
- 2008 Ai no mukidashi jako Kyusai Kai no Shinpu
- 2008 Tokumei kakarichō Tadano Hitoshi: Saigo no gekijôban jako Hideyuki Murakawa
- 2008 Yoroi: Samurai zombi
- 2008 Dansou no reijin jako Tanaka Ryukichi
- 2008 Riaru onigokko jako Teruhiko Satō
- 2009 Koikyokusei jako Koichi Kashiwagi
- 2009 Za kôdo: Angô jako Detektyw 575
- 2009 Tenohira no shôsetsu jako Mężczyzna
- 2009 Hikidashi no naka no rabu retâ jako Jun Takeshita
- 2009 Tenshi no Koi jako Gezan Masao
- 2009 Manatsu no Orion jako Hiroshi Nakatsu
- 2010 Tsumetai nettaigyo jako Shamoto
- 2011 Unfair 2: The Answer jako Nobuhiko Takeda
- 2011 Tsure ga utsu ni narimashite. jako Sugiura
- 2011 Himizu jako Keita Tamura
- 2012 Kibō no kuni jako Mizushima
- 2012 Lekcja zła jako Masanobu Tsurii
- 2013 Pieśń ćmy: tajny agent Reiji jako Toshio Sakami
- 2014 Gin no Saji Shiruba Supun jako Ojciec Yuugo

## Seriale
- 2001 no otoko un jako Seiichi Ikura
- Kyôhansha jako Kosuke Kobayashi
- Hyouten jako Tsujio Saishi
- Hou no Niwa jako Kazuhiro Takizawa
- Jotei jako Joji Koda
- Dousoukai: Rabu agein shoukougun jako Seiichiro Miyazawa
- Genya jako Yoichi Hamanaka
- Himitsu jako Yukihiro Kajikawa
- Dosokai jako Seiichiro Miyazawa
- Inu wo kautoiu koto: Sky to wagaya no 180 nichi jako Seigo Nozaki
- Deka Wanko jako Yoki Komatsubara
- Sennyu Tantei Tokage jako Kenji Yamane
- Sodom No Ringo jako Nobuteru Miyamura
- Kyô wa Kaisha Yasumimasu jako Takaaki Tachibana
- Gunshi Kanbee jako Yoshiaki Ashikaga
- Bitter Blood jako Toshifumi Inaki
- Leaders jako Masahiko Kojima
- Boku no Ita Jikan jako Dr Kazushi Tanimoto